# ۳۰۱۵ آب‌نبات

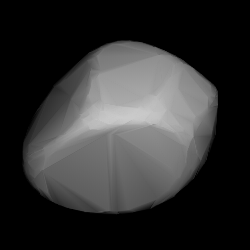
شکلی هندسی دوازده ضلعی میاشد.

سیارک ۳۰۱۵ (به انگلیسی: 3015 Candy، نامگذاری:1980VN) سه هزار و پانزدهمین سیارک کشف شده‌است که در ۹ نوامبر ۱۹۸۰ کشف شد. آب‌نبات (نام‌گذاری سیاره کوچک: 3015 آب‌نبات یک سیارک کربن است که از مناطق بیرونی کمربند سیارکی تقریبا 25 کیلومتر قطر دارد. این در تاریخ 9 نوامبر 1980 توسط ادوارد بوول ستاره شناس آمریکایی-بریتانیا در ایستگاه اندرسون ماسا در فلگستف، آریزونا کشف شد. سیارک به دنبال اخترشناسی بریتانیایی مایکل پراید نام‌گذاری شد. 
قدر مطلق سیارک برابر ۱۱٫۱۰ است.